# Saint-Hilaire-sur-Helpe

Saint-Hilaire-sur-Helpe este o comună în departamentul Nord, Franța. În 1 ianuarie 2022 avea o populație de 767 de locuitori.